# Abedias Trindade de Abreu
Abedias Trindade de Abreu (8 de octubre de 1973) es un deportista neocaledonio que compitió en judo. Ganó diez medallas en el Campeonato de Oceanía de Judo entre los años 1990 y 2012.

## Palmarés internacional
| Campeonato de Oceanía | Campeonato de Oceanía      | Campeonato de Oceanía | Campeonato de Oceanía |
| Año                   | Lugar                      | Medalla               | Categoría             |
| --------------------- | -------------------------- | --------------------- | --------------------- |
| 1990                  | Papeete (Francia)          | Medalla de plata      | –60 kg                |
| 1994                  | Sídney (Australia)         | Medalla de plata      | –65 kg                |
| 2000                  | Sídney (Australia)         | Medalla de bronce     | –66 kg                |
| 2002                  | Wellington (Nueva Zelanda) | Medalla de oro        | –73 kg                |
| 2004                  | Numea (Francia)            | Medalla de oro        | –73 kg                |
| 2004                  | Numea (Francia)            | Medalla de bronce     | Abierta               |
| 2006                  | Papeete (Francia)          | Medalla de oro        | –73 kg                |
| 2010                  | Canberra (Australia)       | Medalla de bronce     | –73 kg                |
| 2011                  | Papeete (Francia)          | Medalla de plata      | –73 kg                |
| 2012                  | Cairns (Australia)         | Medalla de bronce     | –73 kg                |